# Hua Hin Championships
Hua Hin Championships – kobiecy turniej tenisowy kategorii WTA International Series zaliczany do cyklu WTA Tour. Rozgrywany na kortach twardych w tajlandzkiej miejscowości Hua Hin. W latach 2015 i 2017 rozgrywany był męski cykl ATP Challenger Tour, a wśród kobiet WTA 125K series.

## Mecze finałowe

### gra pojedyncza kobiet
| Rok                          | Zwycięzca           | Finalista        | Wynik            |
| 2024                         | Diana Shnaider      | Lin Zhu          | 6:3, 2:6, 6:1    |
| 2020                         | Magda Linette       | Leonie Küng      | 6:3, 6:2         |
| 2019                         | Dajana Jastremśka   | Ajla Tomljanović | 6:2, 2:6, 7:6(3) |
| ↑ WTA International Series ↑ |                     |                  |                  |
| 2017                         | Belinda Bencic      | Hsieh Su-wei     | 6:3, 6:4         |
| 2016                         | Odwołany            | Odwołany         | Odwołany         |
| 2015                         | Jarosława Szwiedowa | Naomi Ōsaka      | 6:4, 6:7(8), 6:4 |
| ↑ WTA 125K series ↑          |                     |                  |                  |

### gra pojedyncza mężczyzn
| Rok  | Zwycięzca     | Finalista          | Wynik         |
| 2017 | John Millman  | Andrew Whittington | 6:2, 6:2      |
| 2016 | Odwołany      | Odwołany           | Odwołany      |
| 2015 | Yūichi Sugita | Adrian Mannarino   | 6:2, 1:6, 6:3 |

### gra podwójna kobiet
| Rok                          | Zwycięzcy                           | Finaliści                             | Wynik           |
| 2020                         | Arina Rodionowa Storm Sanders       | Barbara Haas Ellen Perez              | 6:3, 6:3        |
| 2019                         | Irina-Camelia Begu Monica Niculescu | Anna Blinkowa Wang Yafan              | 2:6, 6:1, 12–10 |
| ↑ WTA International Series ↑ |                                     |                                       |                 |
| 2017                         | Duan Yingying Wang Yafan            | Dalila Jakupović Irina Chromaczowa    | 6:3, 6:3        |
| 2016                         | Odwołany                            | Odwołany                              | Odwołany        |
| 2015                         | Liang Chen Wang Yafan               | Varatchaya Wongteanchai Yang Zhaoxuan | 6:3, 6:3        |
| ↑ WTA 125K series ↑          |                                     |                                       |                 |

### gra podwójna mężczyzn
| Rok  | Zwycięzcy                             | Finaliści                       | Wynik          |
| 2017 | Sanchai Ratiwatana Sonchat Ratiwatana | Austin Krajicek Jackson Withrow | 6:4, 5:7, 10–5 |
| 2016 | Odwołany                              | Odwołany                        | Odwołany       |
| 2015 | Lee Hsin-han Lu Yen-hsun              | Andre Begemann Purav Raja       | walkower       |